# Wohn- und Wirtschaftsgebäude Dorfring 35
Das Wohn- und Wirtschaftsgebäude Dorfring 35 (auch Muhlehof) in Dötlingen stammt vom Ende des 18. Jahrhunderts. Aktuell (2023) wird es als Wohnhaus und genutzt.
Das Gebäude steht unter Denkmalschutz (siehe auch Liste der Baudenkmale in Dötlingen).

## Geschichte
Das eingeschossige Gebäude auf großem Grundstück vom Ende des 18. Jahrhunderts und von 1825 (Inschrift am Rückgiebel), als Zweiständer-Hallenhaus in Fachwerk mit sichtbaren Steinausfachungen sowie mit reetgedecktem Krüppelwalmdach mit Niedersachsengiebel und Uhlenloch und einer Schwalbenschwanzgaube, wurde zu einem Wohnhaus umgebaut.
Das Landesdenkmalamt befand: „…  geschichtliche Bedeutung … für die Baugeschichte und für die Volkskunde sowie eine städtebauliche Bedeutung … .“